# Conochares hutsoni
Conochares hutsoni är en fjärilsart som beskrevs av Smith 1906. Conochares hutsoni ingår i släktet Conochares och familjen nattflyn. Inga underarter finns listade i Catalogue of Life.